# Werner Guballa

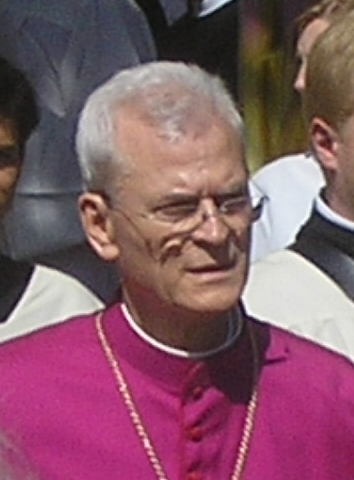
Weihbischof Werner Guballa (2011)

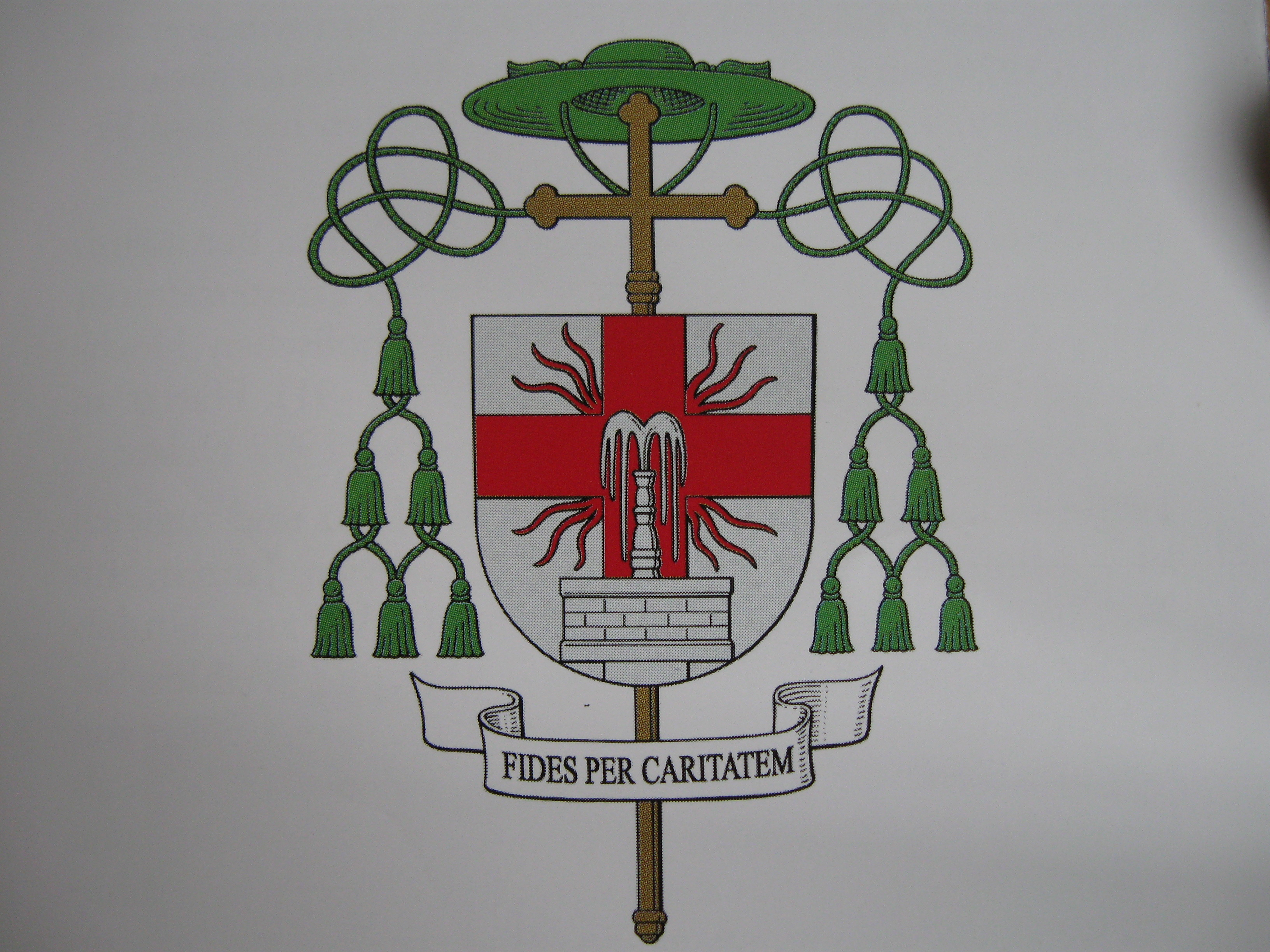
Bischofswappen von Werner Guballa

Werner Guballa (* 30. Oktober 1944 in Marienborn; † 27. Februar 2012 in Mainz) war ein deutscher römisch-katholischer Geistlicher und Weihbischof im Bistum Mainz.

## Leben
Nach dem Abitur studierte Guballa Katholische Theologie und Philosophie an der Johannes Gutenberg-Universität Mainz, ab 1966 an der Päpstlichen Universität Gregoriana in Rom. Am 10. Oktober 1970 empfing Guballa durch Johannes Kardinal Willebrands in Rom das Sakrament der Priesterweihe. An der Gregoriana wurde er 1975 mit der Arbeit Das Jus [Ius] divinum der confessio integra bei Melchior Cano O.P. zum Dr. theol. promoviert; sein Doktorvater war der 2012 zum Kardinal kreierte Dogmatiker, Karl Josef Becker SJ. Guballa war zunächst Kaplan in St. Georg in Bensheim. 1977 wurde er Subregens und Ökonom am Diözesanpriesterseminar in Mainz. 1982 betraute ihn Hermann Kardinal Volk mit der Leitung der Katholischen Hochschulgemeinde St. Albertus in Mainz. 1991 übernahm er die Pfarrei St. Ludwig in Darmstadt. Ein Jahr später wurde Guballa zum Dekan des Dekanates Darmstadt gewählt. Am 1. Oktober 1996 wurde Werner Guballa in der Nachfolge von Martin Luley Generalvikar im Bistum Mainz sowie zum residierenden Domkapitular und zum Mitglied des Geistlichen Rates ernannt.
Am 20. Februar 2003 wurde er von Johannes Paul II. zum Titularbischof von Catrum und zum Weihbischof in Mainz ernannt. Die Bischofsweihe empfing er zusammen mit dem gleichfalls zum Weihbischof in Mainz ernannten Ulrich Neymeyr am 21. April 2003 im Mainzer Dom durch Karl Kardinal Lehmann. Mitkonsekratoren waren der aus dem Bistum Mainz stammende Apostolische Nuntius in Belgien und Luxemburg, Erzbischof Karl Josef Rauber, sowie der Mainzer Weihbischof Wolfgang Rolly. Sein bischöflicher Wahlspruch Fides per caritatem („Glaube wirksam in Liebe“) ist eine Kurzform eines Verses aus dem Galaterbrief (Gal 5,6 ).
Guballa war im Bistum Mainz Bischofsvikar für die Geistlichen und Ordensleute sowie für die Caritas; er war zudem Aufsichtsratsvorsitzender des Caritasverbandes für die Diözese Mainz. Auf überdiözesaner Ebene war er für die Deutsche Bischofskonferenz in den Kommissionen Weltkirche, Ehe und Familie sowie Wissenschaft und Kultur engagiert sowie für die Seelsorge an den deutschen Hochschulen.
Der an Bauchspeicheldrüsenkrebs leidende Guballa starb im Mainzer Vinzenzkrankenhaus an einer Lungenentzündung. Am 7. März 2012 wurde Werner Guballa nach einem von Kardinal Lehmann zelebrierten Pontifikalrequiem in der Bischofsgruft des Mainzer Domes beigesetzt.

## Ernennungen
- 1992: „Ehrenkaplan Seiner Heiligkeit“ (Monsignore) durch Papst Johannes Paul II.
- 1998: „Ehrenprälat Seiner Heiligkeit“ (Prälat) durch Papst Johannes Paul II.